# Leben und Treiben am Alexanderplatz in Berlin
Leben und Treiben am Alexanderplatz in Berlin či jen Leben und Treiben am Alexanderplatz je německý němý film z roku 1896. Režisérem je Max Skladanowsky (1863–1939). V Deutsche Kinemathek se nachází 35mm kopie.

## Děj
Film zachycuje Alexanderplatz, od kterého vede pohled od Rathausstraße k Rotes Rathaus. Na pravé straně je vlakové nádraží Berlin Alexanderplatz, ze kterého právě odjíždí vlak na východ přes železniční most a do kterého zároveň příjíždí jiný vlak. Na záběrech je vidět mnoho tramvají, projíždějící náměstím, které je obklopeno chodci.